# Natalie Ross
Natalie Ross est une footballeuse internationale écossaise née le 14 septembre 1989 à Aberdeen, en Écosse. Actuellement avec le Celtic, elle joue au poste de milieu de terrain.

## Palmarès
- Championnat d'Écosse de football féminin: 1

2006-07
- Coupe d'Écosse de football féminin: 1

2006–07
- Championnat d'Angleterre de football féminin: 2

2008-09, 2009-10.
- Coupe d'Angleterre de football féminin: 1

2008–09